# 賽普勒斯的歐元硬幣
塞浦路斯的歐元硬幣是在塞浦路斯发行的欧洲同盟共同使用的货币欧元的硬币。
塞浦路斯于2004年5月1日成为欧洲同盟成员国，2005年4月29日加入欧洲汇率机制，当时设定的比率为1欧元等于0.585274賽普勒斯鎊，这个比率可以±15%波动。2007年2月13日塞浦路斯公布将于2008年1月1日加入欧元区，欧洲委员会检查了其申请。2007年5月16日欧洲委员会合欧洲银行批准塞浦路斯于2008年1月1日加入欧元区。2007年6月21日在布鲁塞尔的欧洲国家峰会上这个批准正式公布。2008年1月1日塞浦路斯引入欧元，当时的兑换比率为1欧元等于0.585274塞浦路斯磅。

## 硬币
2005年10月14日塞浦路斯对硬币图案的召榜比赛结束，以下图案获选：
- 1、2和5分：摩弗倫羊，一种在塞浦路斯生活的野羊（代表自然）
- 10、20和50分：古代基樂尼亞船（代表海）
- 1和2欧元：珀莫斯人像，一个5000年前的史前人像，在塞浦路斯考古博物馆展出（代表文化部）

此外在硬币上还有希腊语（ΚΥΠΡΟΣ）和土耳其语（KIBRIS）的塞浦路斯国名。
| € 0.01                                  | € 0.02 | € 0.05        |
| --------------------------------------- | ------ | ------------- |
|                                         |        |               |
| 摩弗倫羊                                |        |               |
| € 0.10                                  | € 0.20 | € 0.50        |
|                                         |        |               |
| 古希腊貨船基樂尼亞號 (The Kyrenia Ship) |        |               |
| € 1                                     | € 2    | € 2 Coin Edge |
|                                         |        | 2 ΕΥΡΩ 2 EURO |
| 珀莫斯人像                              |        |               |

## 2欧元纪念币
至今为止塞浦路斯发行过一枚2欧元纪念币：
- 2009年：1999年至2009年欧盟经济暨货币联盟

## 外部連結
- 歐洲中央銀行(www.euro.ecb.int)（页面存档备份，存于）